# Анарауд ап Грифид
Ана́рауд ап Гри́фид (валл. Anarawd ap Gruffydd) (умер в 1143 году) — правитель королевства Дехейбарт на юго-западе Уэльса.

## Биография
Анарауд был старшим сыном Грифида ап Риса. После смерти отца в 1137 году Анарауд взошёл на трон Дехейбарта. В 1138 году вместе с братом Каделлом он присоединился к правителю Гвинеда Оуайну и его брату Кадваладру в атаке на замок Кардиган, принадлежавший норманнам. При нападении валлийцам помогали викинги. В результате сторонам удалось достичь соглашения, и осада была снята.
В 1140 году Анарауд вновь поддержал Оуайна Гвинедского, на этот раз в споре последнего с архиепископом Кентерберийским Теобальдом из-за назначения нового епископа Бангора. В 1143 году Анарауд был предательски убит людьми Кадваладра, брата Оуайна: подозревалось, что Кадваладр и приказал это сделать. Оуайн был этим рассержен, поскольку Анарауд был его важнейшим союзником; кроме того, уже была договорённость о его свадьбе с дочерью Оуайна. Оуайн послал своего сына Хивела, чтобы тот в наказание лишил Кадваладра земель в Кередигионе.
После Анарауда на трон Дехейбарта сел его брат Каделл. Сын Анарауда Эйнион был убит собственным слугой в 1163 году, якобы по приказу графа Роджера Хертфордского.